# Leptotila wellsi
La paloma montaraz de Granada o paloma montaraz granadina (Leptotila wellsi) es una especie de ave columbiforme de la familia Columbidae. Es endémica de Granada, isla de las Antillas Menores y es el ave nacional de Granada. Es considerada una de las palomas más críticamente amenazadas del mundo (BirdLife International).

## Descripción
La paloma montaraz de Granada se caracteriza por la garganta blanca, cara y frente de color rosado pálido que se oscurece a castaño apagado en la coronilla y la nuca. El cuello y la parte superior del pecho de color rosado anteado que se aclara a blanco en la parte baja del pecho, la barriga y las coberteras bajo las alas.

## Taxonomía
Descrita por primera vez en 1884 por Lawrence como un miembro del género Engyptila, fue establecida como especie distinta usando un análisis sonográfico por Blockstein y Hardy (1988). En 1991 Leptotila wellsi fue designada como el ave nacional de Granada y es una de las especies estandartes para los esfuerzos de conservación del país.

## Distribución y hábitat
La paloma montaraz de Granada es una especie poco conocida endémica de la isla principal de Granada. Históricamente, fue registrada en lugares de todo Granada, incluidas sus islas menores, y el espécimen tipo fue colectado de Fontenoy, en la costa occidental.
Algunas inspecciones evidencian que Leptotila wellsi se asocia a comunidades de bosque seco en el occidente de la isla principal (Blockstein 1988, Blockstein y Hardy 1989, Bird Life International 2000). Los verdadero ecosistemas de bosque seco son remanentes de un tipo de hábitat de matorral xeromorfo que era dominante en las Antillas al final del Pleistoceno, y la mayoría de las áreas clasificadas como bosque seco en las Antillas son mosaicos de hábitats degradados, y no representan ecosistemas naturales (Murphy y Lugo 1986, Vidal y Casado 2000). Beard señala la naturaleza degradada de las áreas forestadas en Granada en 1949.
Los resultados del Proyecto de Conservación de la Biodiversidad del Bosque Seco de Granada indica que la paloma montaraz de Granada se encuentra más a menudo en áreas compuestas primariamente de mosaicos degradados de bosques siempreverdes. Los factores comunes del conjunto de los hábitats de la paloma motaraz de Granada son la naturaleza degradada de estos y su proximidad cercana a las viviendas humanas. Esto es fácilmente aparente en el santuario de Monte Hartman, el que es una vieja granja ganadera con vegetación compuesta principalmente de especies exóticas tales como Leucaena leucocephala y Heamatoxylon. Las poblaciones de Leptotila wellsi asociadas con el viejo campo de golf más abajo de Jean Anglais, en la vertiente de Richmond Hill, están bajo fuerte presión por el desarrollo inmobiliario para de casas privadas, y están bien afuera de los límites del Santuario del Monte Hartman como están la mayoría de las palomas montaraces. El Monte Hartman podría considerarse hábitat ganadero primario y se ha desarrollado como tal hasta tiempos recientes.  
Rivera Lugo ha sugerido que las perturbaciones pasadas pueden haber creado nuevos tipos de cubiertas vegetales artificiales que son difíciles de clasificar como comunidades boscosas naturales. La clasificación reciente de los tipos de cubiertas vegetales terrestres mediante imagen satelital encontró que el bosque seco de Granada podría considerarse más apropiadamente como complejos ecológicos,  y que podrían existir correlaciones entre impactos humanos y cubierta vegetal. Las investigaciones de Rivera Lugo sugieren que las palomas montaraces de Granada están usando una mezcla de tres formaciones boscosas estacionales: bosque semi-siempreverde, bosaque caducifolio estacional, y matorrales espinosos. Estas categorías se basan en el trabajo de Beard y se aplican ampliamente por todo el Caribe.
Beard consideró que la formación estacional matorral espinoso es un hábitat altamente degradado creado por el pastoreo pesado y prácticas agrícolas intensivas. Adicionalmente,  inspeciones preliminares y datos censales recientes indican que la paloma montaraz de Granada está presente tanto en áreas semiurbanas altamente fragmentadas como ambientes más rurales compuestos a veces de niveles altamente contrastantes de desarrollo habitacional y económico. Se reporta que otros miembros del género Leptotila usan una variedad de hábitats, con variantes que incluyen áreas asociadas con perturbaciones humanas, arboledas de caducifolias, bosques húmedos, matorrales y áreas semiáridas (Goodwin 1993).
La paloma montaraz de Granada ha sido documentada en el sudoeste de Granada dentro del Monte Hartman, la bahía Clark’s Court, y las vertientes de Richmond Hill (Blockstein 1988, Blockstein and Hardy 1989). La vertiente del Monte Hartman ha recibido la mayor cantidad de investigaciones científicas y se considera por otros investigadores como el  hábitat representativo de la especie (Blockstein 1988, Blockstein and Hardy 1989). Parte de esta vertiente ha sido designada como un parque nacional y es el único parque nacional de Granada. La paloma montaraz de Granada también ha sido registrada en el occidente de Ganada (Blockstein 1988, Blockstein and Hardy 1989).

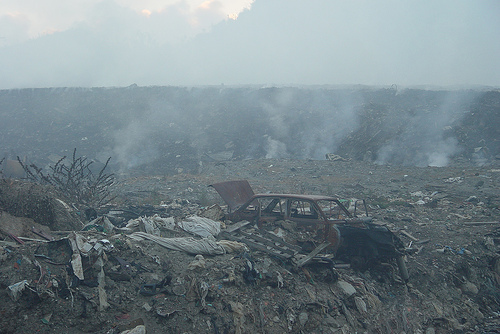
Incendio del relleno de Perseverence Granada, Antillas 2005.

El censo de distribución más reciente detectó la presencia de individuos en las vertientes Beausejour, Perseverance, Woodford, y Black Bay. Parte de la vertiente Perseverance, adyacente al nuevo relleno sanitario de la isla y al otro lado de la calle del viejo relleno sanitario, ha sido establecido como un santuario para la paloma montaraz de Granada. Esta área incluye un corredor de tránsito designado para enlazar las áreas de hábitat en los lados norte y sur del nuevo relleno sanitario. El viejo relleno sanitario está actualmente en combustión y ha estado quemándose desde febrero de 2004. Un relleno de emergencia, el cual ha sido establecido para acoger el gran volumen de desechos creados por el huracán Iván a principios de septiembre de 2004, está invadiendo los límites del santuario Perseverance.

## Comportamiento

### Reproducción
Se asume que la paloma montaraz de Granada es territorial, y los estimados de la población actual se basan en esa asunción. Las palomas montaraces en el área del Monte Hartman se han observado luchando peleando (Blockstein 1988), y otras especies de Leptotila muestran variados grados de comportamiento territorial (Goodwin 1983). Herbert Bright mantuvo palomas Leptotila en cautiverio en Inglaterra y documentó que una pareja mató otras palomas del mismo género introducidas en el aviario. Bright menciona estas palomas como si fueran Leptotila wellsi pero sus descripciones físicas de las aves indican que deben haber sido L. verrauxi importadas desde Tobago.
Solo se ha documentado un nido activo de paloma montaraz de Granada. Este nido estaba activo durante enero y febrero y fue encontrado en una palma. Los jóvenes también se han encontrado en el suelo y se han fotografiado por el personal del Departamento Forestal y de Parques Nacionales de Granada (FNDP); ningún nido fue documentado en este encuentro. Adicionalmente, existe un registro de una paloma echándose a volar desde un nido. Bright observó que las palomas Leptotila en cautividad abandonan sus nidos cuando son perturbadas, pero con el uso de substratos artificiales de nido, el colectó huevos exitosamente y logró criar jóvenes a mano. Las palomas de Bright produjeron dos huevos de color anteado por nidada. Esto es consistente con los reportes de la literatura de otros miembros del género (Goodwin 1983).
La mayoría de la información sobre la ecología de la anidación para el género se asocia a Leptotila verrauxi. Los estudios indican que L. verrauxi anida principalmente en los bordes e interiores de áreas de arbustos y bosques dominados por Pithecellobium ebano y Celtis laevigata (Boydston and DeYoung 1987, Hayslette et al. 2000), y los nidos se localizan en una amplia variedad de substratos de anidación (Hayslette 1996, Hogan 1999).

### Dieta
La paloma montaraz de Granada ha sido documentada comiendo Carica papaya (Papaya) durante estudios de dieta asociados al Proyecto de Protección de Bosque Seco de Granada. Se han hecho las observaciones de la paloma montaraz  comiéndola del suelo (Blockstein 1998). Otras especies de Leptotila han sido observadas comiendo frutos, semillas y granos agrícolas. Se conoce que L. verrauxi visita comederos artificiales de aves (Goodwin 1983), y otros miembros del género han sido observados comiendo frutos en el suelo del bosque (Estrada et al. 1984, Coates-Estrada and Estrada 1986), así como también directamente de las plantas (Goodwin 1983).

## Conservación
Se conoce muy poco acerca de esta especie. Los estimados de población de varios investigadores indican que pueden existir menos de 100 individuos remanentes de esta especie en la naturaleza (Blockstein 1988), y debe haber ocurrido una declinación en su número entre 1987 y 1991.  Los últimos estimados de población publicados fueron producidos por David Blockstein en 1991. Los resultados de reconocimientos por conteos puntuales realizados durante la investigación del Proyecto de Protección de Bosque Seco de Granada indican números muy pequeños de la paloma montaraz de Granada inmediatamente después del paso del huracán Iván. Sólo se documentaron los reclamos simultáneos de cinco aves en la vertiente del Monte Hartman durante abril-junio de 2005 y sólo tres reclamaban durante agosto-diciembre de 2005 en las mismas áreas.  Durante el periodo de tiempo de agosto a diciembre se documentaron cinco aves en la vertiente de la bahía Clarks Court y otras cuatro se documentaron en la vertiente de Beausejeur usando métodos de conteo puntual.
Esta paloma es clasificada como en peligro crítico por BirdLife International.
El gobierno de Granada (en cooperación con el Banco Mundial) estableció dos zonas de reserva en 1996 para preservar esta paloma: las haciendas adyacentes Perseverance y Woodford, las cuales están junto a un sitio de cantera rellenado y abandonado, en el oeste de la isla y un santuario de cerca de 150 acres dentro de la Hacienda del Monte Hartman, una antigua granja ganadera y plantación de caña de azúcar propiedad del gobierno, en el sur. Las inspecciones de Camera en el área del Monte Hartman no consiguieron ninguna prueba de la presencia de la paloma allí inmediatamente después del paso del huracán Iván en 2005 y sólo dieciocho encuentros con la paloma ocurrieron durante abril diciembre de 2005. Según algunos estudios, el Santuario del Monte Hartman nunca fue considerado como adecuado para la supervivencia de esta paloma, y las otras poblaciones pobremente estudiadas se localizan a lo largo de la costa occidental en las vertientes de Beausejour y Black Bay. Algunas de esas poblaciones han sido reconocidas desde la década de 1980. Poblaciones adicionales pueden existir pero no ha existido nunca una inspección completa a todo la ancho de la isla para verificarlo.

### Amenazas
Se considera que la amenaza principal para la paloma montaraz de Granada es la fragmentación del hábitat (Birdlife International 2000). En fecha tan temprana como 1947,  Bond indicó que una de las causas principales de la rareza y extinción de la avifauna de las Antillas era la destrucción del hábitat por las actividades humanas. Jackson y Asociados señalaron muchos factores que podrían afectar a las poblaciones de paloma montaraz de Granada, incluidas desarrollo urbanístico, pastoreo ganadero, colecta de leña, de las que es causa de fondo la ausencia de regulaciones para el desarrollo territorial. Hornos de carbón de leña activos fueron descubiertos recientemente adyacentes al centro de visitantes de la paloma montaraz y daño por los hornos de carbón fue observado en todas las áreas conocidas como hábitat de la paloma montaraz durante las inspecciones de 2005.
En adición a la destrucción del hábitat, la depredación puede impactar en las poblaciones de paloma montaraz de Granada. Pueden haber habido dos introducciones de especies exóticas en Granada.  De éstas, la zarigüeya común (Didelphis marsupialis),  que fue introducido originalmente por pueblos aborígenes, es un depredador potencial de todos las fases de vida de la paloma montaraz,  y las otras son especies de zarigüeyas ratón (Marmosa spp.) que son predadoras potenciales de los nidos. Los mamíferos exóticos introducidos por la colonización europea incluyen especies de ratas, la mangosta de la India, el cercopiteco mona y gatos asilvestrados.
Las ratas fueron el predador más abundante documentado durante la realización del Proyecto de Protección de Bosque Seco de Granada. Este mismo proyecto sólo documento un gato silcestre en la vertiente del Monte Hartman.
La caza puede haber tenido un impacto en el pasado, y anteriormente la paloma montaraz se había regulado como ave cinegética. Actualmente, la caza no es considerada una amenaza mayor.

### Asuntos actuales
A finales de 2006 , se divulgó información que planteaba que el gobierno intenta vender una porción de la hacienda del Monte Hartman a un promotor privado para el desarrollo de una balneario turístico bajo el manejo probable de Four Seasons Hotels. El gobierno de Granada ha emitido declaraciones planteando categóricamente que cualquier nuevo proyecto dentro de la hacienda del Monte Hartman tendría que respetar los santuarios de la paloma montaraz y que cualquier proyectop tendría que cumplir los criterios para aportar una situación de beneficio repartido. Four Seasons Hotels ha emitido una declaración asegurando que ellos no son los desarrolladores del proyecto sino sólo un operador potencial, si es que el proyecto procede. El gobierno de Granada todavía no ha tomado una decisión final sobre el desarrollo.
BirdLife International y otras organizaciones han cuestionado que la situación de beneficio repartido pueda lograrse. BirdLife International, con otras organizaciones (incluida American Bird Conservancy) e individuos privados (incluidos los autores Graeme Gibson y Margaret Atwood), han hecho campaña contra el desarrollo propuesto.
Existe muy poca información sobre esta especie que haya sido revisada por pares (peer review) y muy poca investigación se ha realizado sobre la especie. La investigación científica más completa hasta la fecha está asociada con el Proyecto de Protección de Bosque Seco de Granada. Desafortunadamente la mayoría de los documentos asociados con este proyecto no están disponibles al público y no están disponibles actualmente a través del sitio web del GEF.